# Juriniopsis
Juriniopsis es un género de dípteros de la familia Tachinidae, categorizado en la tribu Tachinini. Fue descrito por Charles Henry Tyler Townsend en 1916.

## Especies
- Juriniopsis adusta (Wulp, 1888)[2]
- Juriniopsis aurifrons Brooks, 1949[3]
- Juriniopsis floridensis Townsend, 1916
- Juriniopsis insularis Curran, 1960[4]
- Juriniopsis lampuris Reinhard, 1953
- Juriniopsis myrrhea (Brauer & Bergenstamm, 1889)[5]
- Juriniopsis niditiventris (Curran, 1928)
- Juriniopsis nitidula (Wulp, 1892)[2]
- Juriniopsis peruana Curran, 1960[4]